# Il piccolo Marat

Page de titre du livret de Il piccolo Marat.

Il piccolo Marat est un drame lyrique en trois actes du compositeur italien Pietro Mascagni sur un livret de Giovacchino Forzano.

## Première
La première représentation de Il piccolo Marat a été donnée le 2 mai 1921 au Teatro Costanzi à Rome.